# 曼波雷
曼波雷是巴西巴拉那州的一个市镇。总面积778.683平方公里，总人口14421人，人口密度18.5人/平方公里。